# Ixtepec (kommun)
Ixtepec är en kommun i Mexiko.   Den ligger i delstaten Puebla, i den sydöstra delen av landet, 170 km öster om huvudstaden Mexico City.
Följande samhällen finns i Ixtepec:
- San Martín
- Escatachuchut
- Takaltzáps
- Chamaxculit
- Caxtamusín